# Hannes Wagner (lottatore)
Hannes Wagner (16 giugno 1995) è un lottatore tedesco, specializzato nella lotta greco-romana. Ha vinto la medaglia di bronzo continentale agli europei di Roma 2020 e di Varsavia 2021, nel torneo degli 82 chilogrammi.

## Palmarès
- Europei

Roma 2020: bronzo negli 82 kg.
Varsavia 2021: bronzo negli 82 kg.
- Mondiali junior

Salvador da Bahia 2015: bronzo nei 74 kg.
- Europei junior

Istanbul 2015: oro nei 74 kg.